# Miliusa macrocarpa
Miliusa macrocarpa är en kirimojaväxtart som beskrevs av Joseph Dalton Hooker och Thomas Thomson. Miliusa macrocarpa ingår i släktet Miliusa och familjen kirimojaväxter. Inga underarter finns listade i Catalogue of Life.